# Anablysis
Anablysis is een geslacht van rechtvleugeligen uit de familie veldsprinkhanen (Acrididae). De wetenschappelijke naam van dit geslacht is voor het eerst geldig gepubliceerd in 1889 door Gerstaecker.

## Soorten
Het geslacht Anablysis omvat de volgende soorten:
- Anablysis arboricola Descamps, 1978
- Anablysis cerciata Descamps, 1979
- Anablysis curvicerca Descamps, 1979
- Anablysis gaschei Descamps, 1979
- Anablysis guyoti Descamps, 1979
- Anablysis longicerca Descamps, 1979
- Anablysis manausana Descamps, 1981
- Anablysis mimetica Descamps, 1979
- Anablysis pantherina Gerstaecker, 1889
- Anablysis teres Giglio-Tos, 1898